# NHL 2K7
NHL 2K7 è un videogioco di hockey su ghiaccio realizzato da 2K Sports, e pubblicato sulle console PlayStation 3, PlayStation 2, Xbox e Xbox 360.